# Hilda Paredes

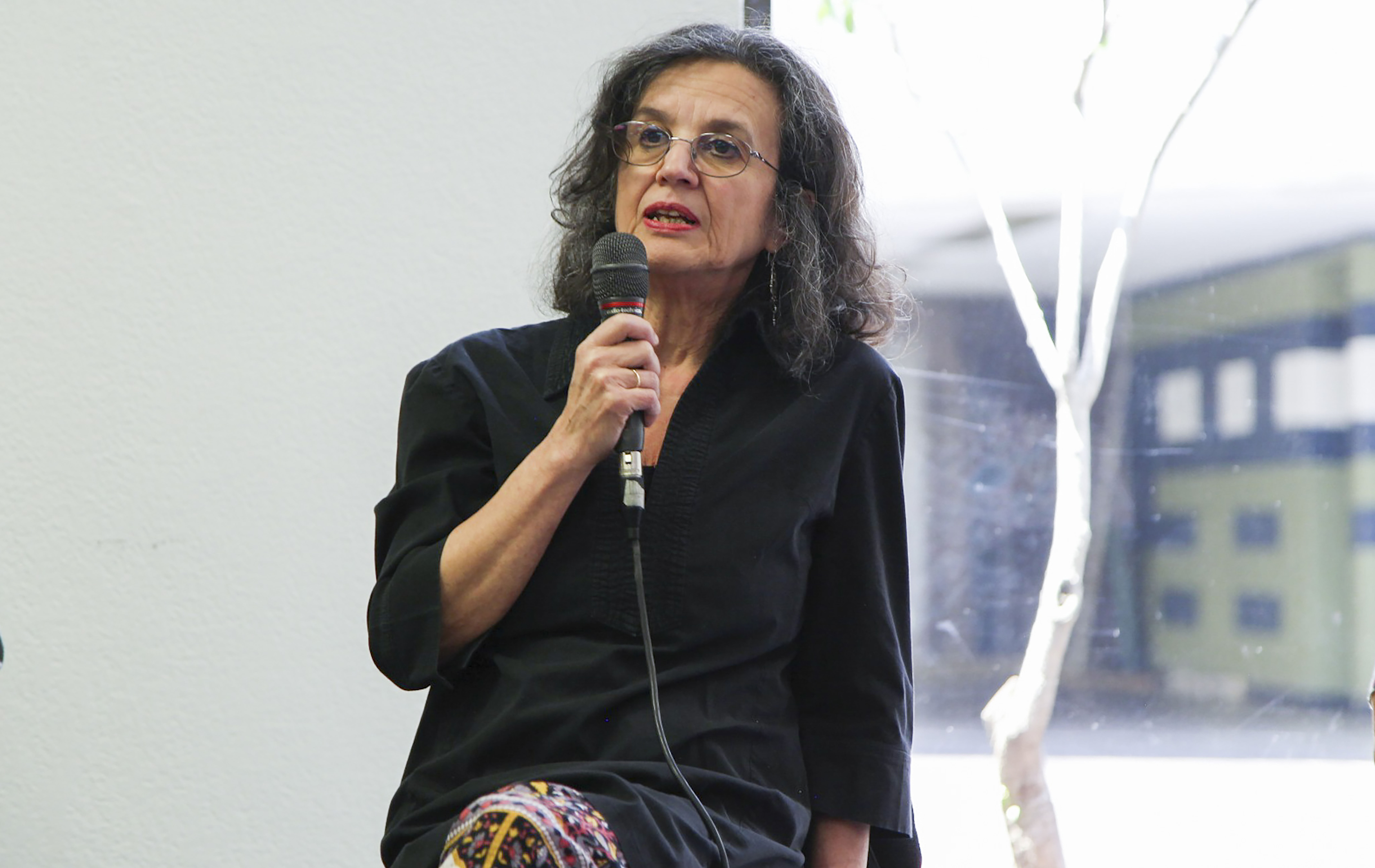
Hilda Paredes im Jahr 2024

Hilda Paredes (geboren 1957 in Tehuacán, Puebla, Mexiko) ist eine mexikanische Komponistin und Hochschullehrerin, die seit 1979 in London lebt. 

## Leben
Hilda Paredes erlernte früh Klavier sowie Flöte und studierte am Conservatorio Nacional de Música Komposition bei Mario Lavista. 1979 ging sie nach London. Dort setzte sie ihre Studien fort, graduierte an der Guildhall School of Music and Drama, machte ihren Master an der City University of London und promovierte später an der University of Manchester bei John Casken (* 1949). Zusätzlich absolvierte sie Meisterklassen, so an der Dartington Summer School  bei Peter Maxwell Davies, Harrison Birtwistle und Richard Rodney Bennett sowie an der Accademia Musicale Chigiana bei Franco Donatoni.
Für die Musik zum Tanzstück El prestidigitador erhielt sie 1988 den Music for Dance Award des Arts Council of Great Britain. 1989 wurde sie zum Garden Venture Opera Project in Dartington, organisiert vom Royal Opera House, eingeladen, 1990 entstand im Rahmen eines Stipendiums des Arts Council ihre erste Kammeroper The Seventh Seed, die bei Mode Records erschien. Danach arbeitete sie zeitweise wieder in ihrem Heimatland, lehrte an der Nationalen Universität von Mexiko und produzierte eine Sendung für Neue Musik. Außerdem bearbeitete sie gemeinsam mit dem Orquesta de Baja California traditionelle Lieder aus Spanien und Mexiko.
Nach dieser Zeit kehrte sie nach London zurück, um hier weiterhin als freischaffende Komponistin und Hochschullehrerin zu arbeiten. 2001 erhielt sie ein Guggenheim Fellowship, in dessen Rahmen ihre zweite Kammeroper El Palacio Imaginado entstand, ein Auftragswerk von Musik der Jahrhunderte, English National Opera und International Festival of Arts & Ideas, das 2003 beidseits des Atlantiks in New Haven und Stuttgart seine Ur- bzw. deutsche Erstaufführung erlebte.
Hilda Paredes ist als Komponistin international tätig, arbeitet u. a. mit der London Sinfonietta, dem Ensemble Modern und dem Ensemble recherche zusammen. Aus der kontinuierlichen künstlerischen Partnerschaft mit dem Arditti Quartett entsprangen etwa Can Silim Tun (1999, in Zusammenarbeit mit den Neuen Vocalsolisten), Papalote (2000) und Canciones lunáticas (2008/2009). Regelmäßig kooperiert Hilda Paredes auch mit den Neuen Vocalsolisten Stuttgart, mit denen außerdem das A-cappella-Werk Fragmentos de Altazor (2010) entstand. Zu den Werken für Ensemble und Elektronik zählten Revelación (2011) sowie Altazor (2011), in Auftrag gegeben vom Festival d'Automne und produziert am Pariser IRCAM.
Hilda Paredes unterrichtete u. a. an der Manchester University, in den USA an der University of California, San Diego, und an der University of Buffalo, in Frankreich am Centre Acanthes. Als Gastprofessorin wirkte sie etwa am Mills College (2007), an der Escola Superior de Música de Catalunya in Barcelona (2011) und am Dartmouth College (2015).

## Schaffen
Einen Großteil in Hilda Paredes’ Werk nimmt die Vokalmusik mit Instrumenten ein, wozu neben ihren Beiträgen für Oper und Musiktheater zahlreiche Werke für Stimme(n) und Kammermusik-Ensemble zählen. Darüber hinaus schreibt sie Werke für Orchester, für große, kleine Ensembles, darunter auch Instrumentalkonzerte, und für Soloinstrumente. Etliche Kompositionen lassen sich der Elektroakustischen Musik zuordnen.
In ihrem Werk finden sich Einflüsse von Kulturen aus aller Welt, u. a. auch aus der japanischen, indischen und indonesischen Musik.
Vor allem jedoch schlägt ihr Schaffen immer wieder eine Brücke zwischen präkolumbischen Kulturen Mesoamerikas und der europäischen Moderne.

„The longer I live away from my country,
the more I become aware of my roots. Part of my
family is from Yucatan, the Southeast part of Mexico
where the Maya culture flourished.“

„Je länger ich fern von meinem Land lebe, desto bewusster werde ich meiner Wurzeln. Ein Teil meiner Familie stammt aus Yucatan, dem südöstlichen Teil Mexikos, wo die Maya-Kultur blühte.“

In ihren Werktiteln verwendet sie häufig nicht die spanische Sprache, sondern die Sprache der Maya, die von ihrem Großvater noch gesprochen wurde: so etwa im Streichquartett Uy U T’an (1998) oder im Ensemblestück Ah Paaxo’ob (2001). In etlichen Kompositionen verarbeitet Paredes Texte, Zaubersprüche, Beschwörungsformeln und Zeiteinteilungen der Maya-Zivilisation. Ihre Kammeroper El Palacio Imaginado (2001) basiert auf einer Erzählung von Isabel Allende und einer Auswahl zeitgenössischer indigener Dichtung aus Mexiko.
Eine große Rolle in ihrer Musik spielen postkoloniale Themen und Fragen der Geschlechtergerechtigkeit.
2018 kam Hilda Paredes’ Kammeroper Harriet am Muziekgebouw Amsterdam zur Uraufführung, ein Bühnenwerk über Szenen aus dem Leben der afroamerikanischen Abolitionistin, Fluchthelferin und politischen Aktivistin Harriet Tubman.

## Privates
Hilda Paredes ist verheiratet mit dem britischen Geiger Irvine Arditti, dem Gründer des Arditti Quartet.

## Anmerkung
1. ↑  Grove Music nennt als abweichendes Geburtsdatum den 22. September 1959.